# 유로디스코
유로디스코(Eurodisco)는 1970년대 후반 디스코에서 진화한 유럽 형태의 일렉트로닉 댄스 음악의 다양한 형태로 팝과 록의 요소를 디스코와 같은 지속적인 춤 분위기에 통합시킨다. 가수들이 종종 다른 모국어를 공유하지만, 많은 유로디스코 작곡들은 영어로 노래된 가사가 특징이다.
유로디스코 파생상품으로는 일반적으로 유로팝과 유로댄스가 있으며, 가장 두드러진 하위 장르로는 1970년대 후반의 스페이스 디스코와 1980년대 초의 이탈리아로 디스코가 있다. 이 장르는 일렉트로닉 록과 하이-NRG(Hi-NRG)를 선호하여 1986년 이후 인기가 하락했으며, 1990년대 후반에 이탈리아로 디스코가 약간 부활했다.

## 같이 보기
- 유로팝
- 유로댄스
- 유로비트